# Boarmia pagana
Boarmia pagana là một loài bướm đêm trong họ Geometridae.